# Dağmarmara, Çal
Dağmarmara là một xã thuộc huyện Çal, tỉnh Denizli, Thổ Nhĩ Kỳ. Dân số thời điểm năm 2010 là 278 người.